# Prefettura apostolica di Hainan
La prefettura apostolica di Hainan (in latino: Praefectura Apostolica Hainanensis) è una sede della Chiesa cattolica in Cina. Nel 1950 contava 3.419 battezzati su 2.500.000 abitanti. La sede è vacante.

## Territorio
La prefettura apostolica comprende l'intera isola cinese di Hainan, nel mar Cinese Meridionale.
Sede prefettizia è la città di Haikou, dove si trovano due chiese: la chiesa di San Giuseppe (ex chiesa del Sacro Cuore), inaugurata il 15 agosto 1984, e la nuova chiesa del Sacro Cuore di Gesù, ultimata nel 2011.
Comunità cattoliche sono presenti a:
- Wenchang: chiesa di Nostra Signora di Lourdes;
- Ding'an: chiese di Santa Teresa (la più antica chiesa dell'isola, costruita nel 1892[1]), San Michele e Nostra Signora del Perpetuo Soccorso;
- Qionghai: chiesa del Cuore Immacolato di Maria;
- Lingao: chiesa di San Giovanni Maria Vianney;
- Sanya.[2]

## Storia
L'evangelizzazione dell'isola di Hainan iniziò nella metà del XIX secolo, quando papa Pio IX affidò questo compito ai missionari della Società per le Missioni Estere di Parigi.
La missione sui iuris di Hainan fu eretta il 15 aprile 1929 con il breve Quod christiani di papa Pio XI, ricavandone il territorio dal vicariato apostolico di Beihai (oggi diocesi).
Il 25 maggio 1936 la missione sui iuris fu elevata al rango di prefettura apostolica con la bolla Valde decet dello stesso papa Pio XI.
Con l'avvento del comunismo al potere e l'espulsione dei missionari stranieri non sono più noti vescovi per questa diocesi.

## Cronotassi dei vescovi
Si omettono i periodi di sede vacante non superiori ai 2 anni o non storicamente accertati.
- Paolo Julliotte, SS.CC. † (20 novembre 1929 - febbraio 1939 dimesso)
- Dominic Desperben, SS.CC. † (24 marzo 1939 - 16 giugno 1980 deceduto)
  - Sede vacante

## Statistiche
Le ultime statistiche ufficiali riportate dall'Annuario Pontificio si riferiscono al 1950; in quell'anno la prefettura apostolica, su una popolazione di 2.500.000 persone contava 3.419 battezzati, corrispondenti allo 0,1% del totale.
| anno | popolazione | popolazione | popolazione | presbiteri | presbiteri | presbiteri | presbiteri                | diaconi | religiosi | religiosi | parrocchie |
| anno | battezzati  | totale      | %           | numero     | secolari   | regolari   | battezzati per presbitero | diaconi | uomini    | donne     | parrocchie |
| ---- | ----------- | ----------- | ----------- | ---------- | ---------- | ---------- | ------------------------- | ------- | --------- | --------- | ---------- |
| 1950 | 3.419       | 2.500.000   | 0,1         | 19         | 5          | 14         | 179                       |         |           | 20        | 9          |

Secondo alcune statistiche riportate dall'Agenzia Fides, nel 2012 la prefettura apostolica conta due sacerdoti, due religiose e 8 chiese; i fedeli sono circa 6.000. Questi dati sono confermati dalla Guide to the Catholic Church in China 2014.